# Minyo Crusaders
 (mars 2021).
Minyo Crusaders (民謡クルセイダーズ) est un groupe musical japonais, originaire de Tokyo.

## Histoire
Le groupe est formé après le séisme de Tohoku en 2011. Il s'inspire et reprend des chansons folkloriques japonaises traditionnelles (min'yō) avec des arrangements inspirés de divers genres musicaux internationaux, dont la musique caribéenne, latine et africaine . Le groupe est co-fondé par Katsumi Tanaka et Freddie Tsukamoto, dans le but de faire revivre le min'yō en tant que « musique pour le peuple ».
Ils sortent leur premier album, Echoes of Japan en 2017 sur P-Vine Records. L'album est ensuite réédité sur le label londonien Mais Um en 2019,. En 2020, ils réalisent avec le groupe colombien Frente Cumbiero un EP, intitulé Minyo Cumbiero (from Tokyo to Bogota),,.

## Discographie

### Albums studio
- 2017 : エコーズ ・ オブ ・ ジャパン (P-Vine Records)
- 2021 : Live at Le Guess Who?

### EP
- 2020 : Minyo Cumbiero (From Tokyo to Bogota)